# CityLAZ-20
Der CityLAZ-20, auch als LAZ-A292 bezeichnet, ist ein dreiachsiger niederfluriger Gelenkbus des ukrainischen Nutzfahrzeug-Herstellers LAZ. Das Modell ist Nachfolger des LAZ-A291 und wurde ab 2007 gebaut. Die Karosserien der Baureihe CityLAZ-20 wurden von Carrus in Lwiw in der Ukraine produziert. Der CityLAZ-20 ist als Linienbus für Stadtverkehr ausgelegt.

## Technische Daten
- Motor: Reihensechszylinder-Dieselmotor
- Motortyp: Deutz BF6M1013 oder MAN D0836
- Leistung: 210 kW (286 PS) bzw. 206 kW (280 PS)
- Abgasnorm: EURO-3
- Getriebe: Automatikgetriebe
- Getriebetyp: ZF ECOMAT 6HP-502
- Höchstgeschwindigkeit: 100 km/h
- Verbrauch: 28 l/100 km
- Antriebsformel: 6×2

Abmessungen und Gewichte
- Länge: 18.800 mm
- Breite: 2550 mm
- Höhe: 3060 mm
- Türen: vier Doppeltüren
- Sitzplätze: 46
- Stehplätze: 184
- Leergewicht: 17.000 kg
- zulässiges Gesamtgewicht: 28.000 kg